# Follin Brothers
Follin Brothers brukar dator- och tv-spelsmusikerna Tim Follin och Geoff Follin kallas som en grupp. Ibland ingår även en tredje bror, Mike Follin, som är spelprogrammerare.